# ژوردان (بازیکن فوتبال، زاده ۱۹۹۹)
ژوردان (انگلیسی: Jordan؛ زادهٔ ۲۲ آوریل ۱۹۹۹) بازیکن فوتبال است.